# Pericoma volpina
Pericoma volpina är en tvåvingeart som beskrevs av Vaillant 1978. Pericoma volpina ingår i släktet Pericoma och familjen fjärilsmyggor. Inga underarter finns listade i Catalogue of Life.